# يوحنا ابن الفنكي
يوحنا ابن الفنكي، بالسريانية: ܣܘܪܝܝܐ يوحَنَّن بَر پنكايِي، راهب سرياني ولد من أبوين سريانيين في بلدة فنك على نهر دجلة بشمال جزيرة ابن عمر، وعاش في نهاية القرن السابع الميلادي والنصف الأخير من القرن الأول الهجري في خلافة الاموي عبد الملك بن مروان، وقد عاش يوحنا في دير مار يوحنا الكمولي ثم في دير مار بسيما في نينوى بالعراق حالياً.

## آثاره
له مصنفات في الادب السرياني ومصنف «كتاب النقاط البارزة»، بالسريانية: ܣܘܪܝܝܐ كثوبو د-رِش مَلّي، ويفصل فيه يوحنا تاريخ العالم منذ بدء الخلق حتى الايام التي عاصرها. ولم يطبع هذا كتاب حتى الآن وهو موجود كمخطوطة تتألف من خمسة عشر جزءا يجمع في الاجزاء من الأول إلى الرابع منها الاحداث منذ بدء الخلق حتى مجئ هيرودس الكبير ويتحدث في الخامس منها عن الشياطين اما الاجزاء السادس والسابع والثامن فتشمل دراسة مكثفة ليوحنا عن العهد القديم بينما يتحدث في الجزء التاسع عن عبادات الوثنيين ويضم هذا الجزء معلومات هامة كثيرة عن الزرادشتية اما الاجزاء من 10-13 فيتحدث فيها عن حياة يسوع واتباعه ويغطي الجزء الرابع عشر باقي الفترة التاريخية حتى ظهور الإسلام بينما يغطي الجزء الخامس عشر الفتوحات الإسلامية.

### يوحنا ابن الفنكي والمسلمين
انتقص يوحنا من فتوحات المسلمين في بادئ الأمر واصفًا إياهم بـ«المتعطشين للسيطرة على جميع أمم الأرض» وذلك في الجزء الخامس عشر من كتابه الذي ذكر به الاحداث التي عاصرها في القرن السابع الميلادي. غير ان نمط كتابة يوحنا تغير فيما بعد وفي الجزء ذاته من الكتاب إذ صار يكثر من تمجيد الخليفة الأموي الأول معاوية بن أبي سفيان، إذ يصفه في كتابه «أصبح ملكا وصار يحكم مملكتي الفرس والبيزنطيين، ازدهرت العدالة في عصره وساد السلام في الأقاليم التي يحكمها، لقد سمح للجميع بأن يعيشوا كما يريدون أن يعيشوا».

ويبدو من كتابات يوحنا أنه على الرغم من نظرته للمسلمين على أهم اناس غير متمدنين والنابعة من طبيعة العرب البدوية إلا انه يرى أن تحقيق هذا القدر الهائل من الانتصارات على أعظم مملكتين ومن لأقل اصناف الجند تنظيمًا لأمر مثير للاهتمام يكاد يشبه المعجزة، وأن هذه الانتصارات لا يمكن أن تتحقق دون المعونة والإسناد الإلهي فيقول في كتابه: 